# Велика Мушка
Велика Му́шка (рос. Большая Мушка, марій. Кугу Мушко) — присілок у складі Сернурського району Марій Ел, Росія. Входить до складу Верхньокугенерського сільського поселення.

## Населення
Населення — 290 осіб (2010; 260 у 2002).
Національний склад (станом на 2002 рік):
- марі — 97 %